# 布吕利奥勒
布吕利奥勒（法語：Brullioles，法語發音：[bʁyljɔl]）是法国罗讷省的一个市镇，属于里昂区。

## 地理
布吕利奥勒（45°45'40"N, 4°29'57"E）面积12.25 平方千米，位于法国奥弗涅-罗讷-阿尔卑斯大区罗讷省，该省份为法国中东部省份，北起顺时针与索恩-卢瓦尔省、安省、里昂大都会、伊泽尔省和卢瓦尔省接壤。
与布吕利奥勒接壤的市镇（或旧市镇、城区）包括：蒙特罗捷、圣洛朗德沙穆塞、贝斯奈、布吕雪。

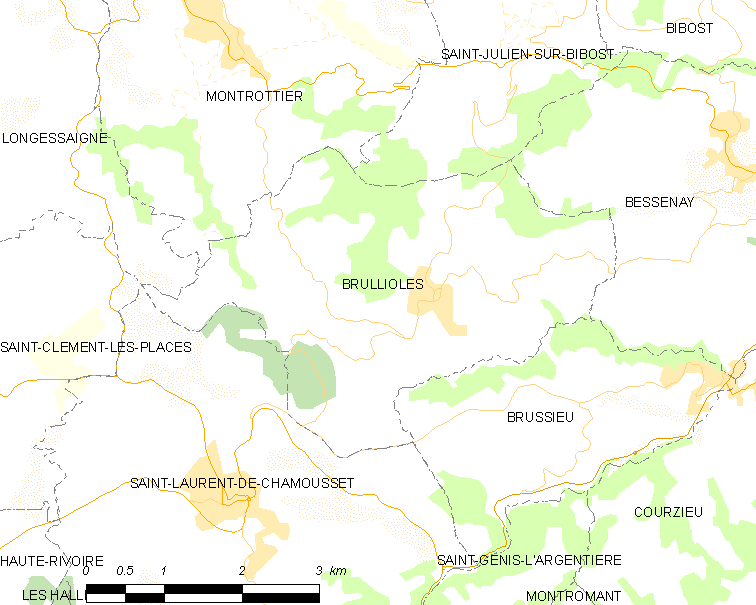
布吕利奥勒的OSM定位图

布吕利奥勒的时区为UTC+01:00、UTC+02:00（夏令时）。

## 行政
布吕利奥勒的邮政编码为69690，INSEE市镇编码为69030。

## 政治
布吕利奥勒所属的省级选区为拉尔布雷勒县。

## 人口

1962-2008年间布吕利奥勒人口变化图示

布吕利奥勒于2022年1月1日时的人口数量为823人。